# Robert Kaufman (Drehbuchautor)
Robert Kaufman (geboren am 22. März 1931; gestorben am 21. November 1991 in Los Angeles, Kalifornien) war ein US-amerikanischer Drehbuchautor und Filmproduzent.

## Leben
Kaufman trat ab 1960 als Drehbuchautor für Fernsehserien in Erscheinung. Zuvor hatte er von 1948 bis 1951 an der Columbia University studiert und war u. a. als  Pressesprecher (publicist) tätig gewesen. Bei der Primetime-Emmy-Verleihung 1962 war er zusammen mit mehreren Kollegen der Serie The Bob Newhart Show nominiert. In den 1970er Jahren lag sein Fokus auf Kinofilmen. In den 1970er und 1980er Jahren war er auch gelegentlich als Produzent tätig.
Sein Werk umfasst neben vielen Komödien, darunter etliche Serien, auch Action- und Kriminalfilme. Bei der Oscarverleihung 1968 waren Kaufman und Norman Lear für das Drehbuch zu Scheidung auf amerikanisch für den Oscar nominiert. Die Arbeit an Liebe auf den ersten Biss brachte ihm 1980 eine Nominierung für den Saturn Award für das beste Drehbuch ein.
Kaufmann starb an Folgen eines Herzanfalls. Er war mehrfach verheiratet und Vater von vier Kindern aus erste Ehe.

## Filmografie (Auswahl)
- 1965: Ski Party
- 1965: Dr. Goldfoot und seine Bikini-Maschine (Dr. Goldfoot and the Bikini Machine)
- 1967: Scheidung auf amerikanisch (Divorce American Style)
- 1970: Getting Straight
- 1970: Ich liebe meine Frau (I love my Wife)
- 1974: Der Superschnüffler (Freebie and the Bean)
- 1976: Und morgen wird ein Ding gedreht (Harry and Walter Go to New York)
- 1979: Liebe auf den ersten Biss (Love at First Bite)
- 1980: Ein tierisch ernster Fall (Nothing Personal)
- 1980: Die Cash-Maschine (How to Beat the High Co$t of Living)
- 1982: Das Idol (Split-Image)
- 1983: Die verrückten Abenteuer des Robin Hood (The Zany Adventures of Robin Hood)
- 1985: Saison für Seitensprünge (Separate Vacations)